# Hasan Balyuzi
Hasan M. Balyuzi (Shiraz, 12 febbraio 1908 – Londra, 7 settembre 1980) è stato un eminente Bahai iraniano; nato in Iran che trascorse però la maggior parte della sua vita in Gran Bretagna.

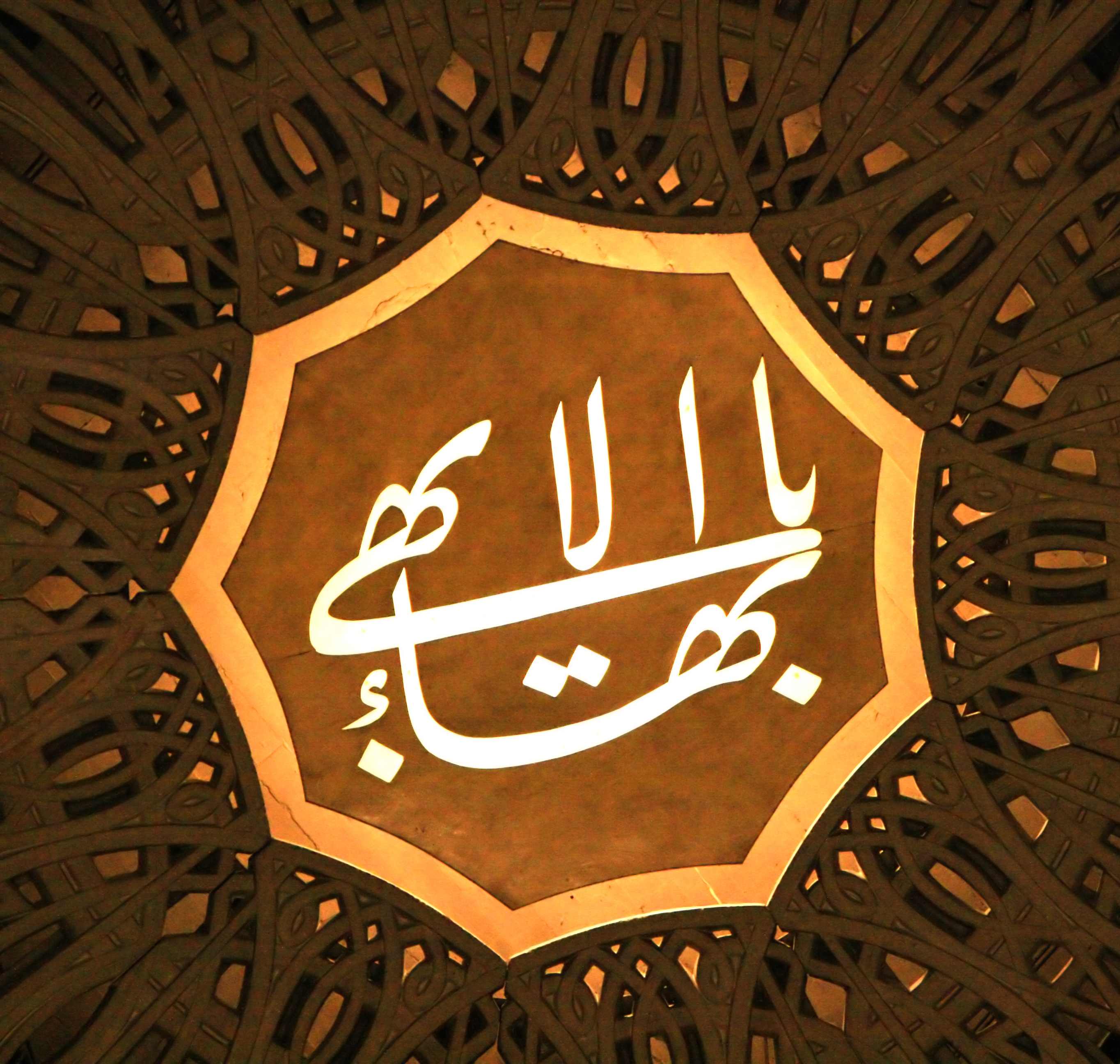
Simbolo del Più Grande Nome

Balyuzi era un Afnán, ossia un discendente della famiglia del Báb. Suo padre fu governatore dei porti del Golfo Persico e successivamente ministro degli interni dell'Iran.
Nel 1925 Balyuzi incontrò Shoghi Effendi con cui ebbe lunghi e amichevoli rapporti che lo portarono all'accettazione della Fede bahá'í.

## Gran Bretagna
Nel 1932 si recò in Gran Bretagna dove studiò storia diplomatica presso la London School of Economics. 
Nel 1933 fu eletto membro dell'Assemblea spirituale nazionale dei Baha'i britannici, rimanendovi fino al 1960.

## Mano della Causa
Nell'ottobre del 1957 fu nominato Mano della Causa da Shoghi Effendi.

## Opere
- Hasan Balyuzi, `Abdu'l-Bahá: The Centre of the Covenant of Bahá'u'lláh, Paperback, Oxford, UK, George Ronald, 2001. ISBN 0-85398-043-8.
- Hasan Balyuzi, The Báb: The Herald of the Day of Days, Oxford, UK, George Ronald, 1973. ISBN 0-85398-048-9.
- Hasan Balyuzi, Bahá'u'lláh, King of Glory, Paperback, Oxford, UK, George Ronald, 2000. ISBN 0-85398-328-3.
- Hasan Balyuzi, Bahá'u'lláh: The Word Made Flesh, Paperback, Oxford, UK, George Ronald, 1963. ISBN 978-0-85398-001-8.
- Hasan Balyuzi, Khadijih Bagum, the Wife of the Báb, Oxford, UK, George Ronald, 1981. ISBN 0-85398-100-0.
- Hasan Balyuzi, Edward Granville Browne and the Bahá'í Faith, Oxford, UK, George Ronald, 1970. ISBN 0-85398-023-3.
- Hasan Balyuzi, Eminent Bahá'ís in the time of Bahá'u'lláh, The Camelot Press Ltd, Southampton, 1985. ISBN 0-85398-152-3.
- Hasan Balyuzi, Muhammad and the Course of Islam, Oxford, UK, George Ronald, 1976. ISBN 0-85398-478-6.
- Hasan Balyuzi, Studies in Babi and Baha'i History, Vol. 1, Los Angeles, USA, Kalimat Press, 1982. ISBN 978-0-933770-16-4.